# Girl’s Day Party 1
Girl’s Day Party#1 – debiutancki singel grupy Girl’s Day, wydany 9 lipca 2010 roku na płycie CD i w formacie cyfrowym.

## Informacje o albumie
Singel promowany był piosenką „Kyawooddung” (kor. 갸우뚱). Został nagrany z pięcioma pierwszymi członkiniami zespołu: Sojin, Minah, Jisun, Jiin i Jihae.

## Lista utworów
| Nr | Tytuł                                                     | Słowa         | Muzyka        | Czas |
| -- | --------------------------------------------------------- | ------------- | ------------- | ---- |
| 1. | „Kyawooddung” (kor. 갸우뚱) (Tilt My Head)                | Ashtray       | Yoon Yoe Hoon | 3:24 |
| 2. | „SHUPPY SHUPPY”                                           | Kwon Tae Eun  | Kwon Tae Eun  | 3:13 |
| 3. | „CONTROL”                                                 | Bae Jin Ryeol | Bae Jin Ryeol | 3:03 |
| 4. | „Kyawooddung” (kor. 갸우뚱) (Tilt My Head) (Instrumental) |               | Kwon Tae Eun  | 3:25 |
| 5. | „SHUPPY SHUPPY” (Instrumental)                            |               | Nam Ki Sang   | 3:14 |